# Hans-Werner Staratzke
Hans-Werner Staratzke (* 5. August 1912 in Breslau; † 18. Oktober 2004) war ein deutscher Wirtschaftswissenschaftler, Manager und Politiker (FDP).

## Leben und Beruf
Nach dem Besuch der Oberrealschule und dem Abitur am Gymnasium nahm Staratzke ein Studium der Wirtschaftswissenschaften an den Universitäten in Berlin und Königsberg auf, das er mit der Prüfung zum Diplom-Kaufmann und 1937 mit der Promotion zum Dr. rer. oec. beendete. Anschließend trat er in den preußischen Verwaltungsdienst ein und war seit 1938 in der Wirtschaftsverwaltung des Oberpräsidiums Königsberg tätig. Er wurde 1939 zur Wehrmacht eingezogen und nahm als Soldat am Zweiten Weltkrieg teil, bis er 1941 wehruntauglich aus dem Militärdienst entlassen wurde. Anschließend war er in der Berliner Reichswirtschaftsverwaltung tätig. Bei Kriegsende geriet er in US-amerikanische Gefangenschaft, aus der er 1946 entlassen wurde.
Staratzke fungierte von 1946 bis 1948 als Referatsleiter in der Wirtschaftsverwaltung der Britischen Zone in Minden sowie als Referatsleiter in der Wirtschaftsverwaltung des Vereinigten Wirtschaftsgebietes in Frankfurt am Main. Er wurde 1948 Hauptgeschäftsführer des Gesamtverbandes der Deutschen Textilindustrie in der Bundesrepublik Deutschland – Gesamttextil – mit Sitz in Frankfurt am Main und war hier von 1964 bis 1979 geschäftsführendes Präsidialmitglied. Außerdem war er Hauptausschussmitglied der Deutschen Gruppe der Internationalen Handwerkskammer und von seit 1974 Mitglied des Wirtschafts- und Sozialausschusses der EG (WSA).

## Partei
Staratzke beantragte am 12. Juni 1937 die Aufnahme in die NSDAP und wurde rückwirkend zum 1. Mai desselben Jahres aufgenommen (Mitgliedsnummer 5.285.698). Er schloss sich dann der FDP an und war Vorsitzender des Ortsverbandes Bad Soden, Vorsitzender des Kreisverbandes Main-Taunus-Kreis und Vorsitzender des Bezirksverbandes Westhessen der Partei.

## Abgeordneter
Staratzke gehörte dem Deutschen Bundestag von 1965 bis 1969 an. Er war über die Landesliste Hessen ins Parlament eingezogen.

## Ehrungen
- Großes Bundesverdienstkreuz, 1973
- Orden eines Kommandeurs der Belgischen Krone, 1980
- Mérite Européen in Gold, 1983
- Großes Bundesverdienstkreuz mit Stern, 1987